# Ят
 Тази статия е за кирилската буква.  За полумекия звук в килдин-саамския език вижте Ҍ.  
Ѣ, ѣ или Ят, двойно Е или Е-двойно (на старобългарски: ѣть, на руски и на украински: ять; на сръбски: jaт или jat) е името на тридесет и втората буква от старата кирилица ѣ или на тридесет и третата буква от глаголицата , както и на звука, който те предават. Традиционно нейната звукова стойност в МФА се отъждествява с /æ/ (ненапрегнато-отворена предна незакръглена гласна). Днес кирилската ят вече не се използва в официалния правопис на нито един славянски език, но продължава да се употребява в църковнославянските текстове. Понякога днес вместо ят погрешно се използва приличащата графично на нея Ъ или буквата от сръбската кирилица Ђ.

## Ятв праславянския и старобългарския
В индоевропейския праезик гласните фонеми се различават по квантитет. В резултат от съчетанието на кратката гласна е и ларингал Н1 се получава дълга гласна ē. В праславянския език вокалната фонетична система претърпява качествени промени и дългото е се превръща в широк по своя характер звук ê. Прекият старобългарски наследник на тази гласна е монофтонгичният „ят“ ѣ1, наричан така по своя произход. Към вокалната система на индоевропейския език са се причислявали и низходящи тавтосилабични дифтонги, които в късния праславянски език се монофтонгизират под влияние на появилата се тенденция към възходяща звучност (закон за възходящата звучност и закон за отворените срички). Така от индоевропейските дифтонги аі, āi, oi пред съгласни > праславянските аі, āi > ê. Наследникът на тази гласна в старобългарски език е дифтонгичният по своя произход „ят“ ѣ2. Произходът на „ят“ не се отразява на неговото звучене както в старобългарския език, така и в днешните му производни. Разликата между ѣ1 и ѣ2 се осъществява само при резултатите от палатализация на заднонебните съгласни. Широкият характер на ѣ се доказва от обстоятелството, че в глаголицата съществува само една графема  за ятова гласна и йотирано а, както и от архаичната славянска топонимия, запазена в чужда езикова среда, например в гръцкия.

## Ятв съвременните славянски езици
Съвременните славянски езици са  наследници на предполагаемия праславянски, както и на най-ранния писмен славянски език – старобългарския. В сравнителното славянско езикознание се акцентира върху общите белези, възникнали като диалектни черти и явления още по времето на праславянската общност. Рефлексите на ятовата гласна са типичен пример за общ исторически белег, характерен за всички подгрупи на славянското езиково семейство.
Сред застъпниците на ятовата гласна в съвременните славянски езици се отличават българският и полският, в които рефлексът на старобългарската гласна е широк гласеж, докато в останалите наследници на тази гласна се наблюдава тесен изговор: български вяра, полски wiara, руски вера, словенски vera, сръбски vera, хърватски vjera, чешки vira, словашки viera...

## Ятв новобългарския език
В новобългарския език различните рефлекси на ят оформят така наречената ятова граница. В повечето случаи рефлексът на ят е чисто е, но в някои позиции в Източна България (територията на изток от ятовата граница) е запазено старото произношение като а или широко е с мекост на предходната съгласна. При първата кодификация на книжовния български език след Освобождението през 1878 г., проведена от проф. Марин Дринов, ѣ е запазен като буква, но на етимологичното си място, тоест не само на местата, различаващи се като произношение в източните и западните диалекти, но там, където се произнася единствено като е в по-голямата част от българското езиково землище. Като произношение се препоръчва североизточното (редуващо а с предходна мека съгласна и е), но с толерантност към западното произношение като постоянно е.
Някои български езиковеди, стремящи се към демократизация, т.е. опростяване, на правописа, искат премахването на буквата от азбуката и замяната ѝ с я или е, според правоговорните правила. Още през 1892 г. правописната комисия, назначена от Георги Живков, просветен министър в правителството на Стефан Стамболов, в която влизат Любомир Милетич, Александър Теодоров-Балан, Беньо Цонев, Иван Шишманов и др., предлага изписване на ѣ единствено там, където в Източна България гласната е широка (а или широко е) – или да се пише вѣра, но верен, верски, вероизповедание и така нататък. Този проект е възприет от кръга около списание „Български преглед“, но среща критика и като силно радикален, и като прекалено половинчат.
През 1895 г. нова комисия, назначена от новия министър на просветата Константин Величков, предлага нов проект, напълно изхвърлящ ѣ от азбуката. И този проект е подет единствено от списание „Български преглед“, а в масова употреба остава Дриновият правопис с ѣ на етимологичното му място. Изписването на ѣ на етимологичното място е утвърдено и с правописното упътване на министър Тодор Иванчов от 1899 г. Против този Дриновско-Иванчевски правопис се обявява кръгът „Мисъл“ – след 1910 г. съчиненията на Пенчо Славейков се печатат без ѣ.
От началото на XX век отношението към въпроса с ѣ започва да добива политическа окраска. Левите политици – комунисти и земеделци – започват да разглеждат буквата като символ на отчуждението на интелигенцията от масите и да настояват за пълното ѝ изхвърляне от азбуката. През 1921 година това е направено с правописната реформа на Стоян Омарчевски, министър на просвещението в правителството на БЗНС. Тази реформа среща значителна критика, защото премахването на двойното „е“ от българската азбука се разглежда от много българи от Западна България и особено от македонските българи от Пиринска Македония и диаспората като „предаване на западните диалекти“ и като отделяне на българския книжовен език от македонските диалекти. За привържениците на тази гледна точка двойното „е“ става символ на българщината. Българската академия на науките отказва да приеме реформата и след преврата от 9 юни 1923 е върнат старият Дринов правопис, но със запазване на „ят“ само в корените, в които редуването „е – я“ личи в различни словоформи.
През 20-те и 30-те години на XX век езиковеди като професор Стефан Младенов се обявяват за ограничаване на употребата на ят и запазването му единствено във формите, които се различават като произношение. В „Граматика на българския език“ професор Младенов пише:
| „     | И тъкмо затова, че може с двоякия си изговор да обединява българите от най-източните краища на земята ни край Черно море и от най-западните ни покрайнини при Охрид, Шар, Скопие, Ниш и Зайчар тая старобългарска буква трябва безусловно да се запази и да се пише само в ония думи и облици (не корени!), в които по североизточно български и в литературния език се изговаря още старински като „я“ (а с предходна съгласкова мекост), а ония по-многобройни думи и облици, гдето и в повече източни го̀вори старобългарското ѣ се произнася като е, ние можем... смело да пишем с е | “ |
| [ 1 ] | |   |

Левите политически сили обаче продължават да разглеждат запазването на ѣ като проява на езиков елитизъм и великобългарски шовинизъм. През 1945 г. дошлото на власт след преврата от 9 септември 1944 г. отечественофронтовско правителство прави нова правописна реформа, с която ѣ се изхвърля от българската азбука и се въвежда писане на я или е по така нареченото ятово правило.
След 1989 г. много десни политически и културни организации като ВМРО-БНД се опитват да инициират дебат за правописна реформа и връщане на двойното е. Промените от 1945 година, особено изхвърлянето на буквите ѣ и ѫ, се разглеждат като предателство спрямо западните говори, в частност македонските. По същото време в Народна република Македония започва агресивна кампания, насочена към обезбългаряване на местното население и заместване на българския книжовен език с новосъздадената македонска литературна норма. Реформата от 1945 година спомага за скъсването на езиковите и културните връзки с българските общности, останали извън границите на българската държава, и води до размиване и заличаване на местни говори и наречия.
Професор Румен Стоянов пише:
| „     | За разлика от упоменатите езици/народи, само за българския Е-двойно обединяващ фактор е спрямо целокупността. При нас старобългарското Е-двойно не препраща единствено към висока словесност и прочие, както у руснаците, а е първостепенен носител на спояваща нацията мощ. | “ |
| [ 2 ] | |   |

Изхвърлянето на ят от азбуката и налагането като единствено правилно на произношението, редуващо меко а и е, води до явление, разпространено предимно сред носителите на западните говори, изразяващо се в честа замяна на естествения наследник на ят в западните говори – е, с палатализирано а във всички позиции, например произношение бял – бяли. Това престараване се дължи на факта, че редуващото произношение е несвойствено за западните говори. Произношение единствено с палатализирана широка гласна а е типично и за рупските говори (Тракия и Родопите).
В българската култура се наблюдава естетско връщане към старото ѣ и краесловните ерове: те често се появяват в търговски марки, имена на вестници и други. Често съвременната употреба на ят е неправилна – буквата се схваща като стар вариант на изписване на ъ.

## Ятв руския език
При реформата на кирилицата от Петър I през 1708 година и създаването на така наречената гражданска кирилица буквата ѣ е съхранена без обсъждане, което говори, че руският изговор на е и ѣ все още е бил различен. Но още през втората половина на XVIII век Михаил Ломоносов отбелязва, че „буквите е и ѣ в обикновения език имат едва забележима разлика“. След един век Яков Грот заявява в „Руски правопис“ (1885), че „в тяхното произношение няма ни най-малка разлика“. В някои руски диалекти обаче и до днес се е запазило специфично произношение на звука е под ударение на етимологичното място на стария ят.
Още през XVIII век Василий Тредиаковски иска премахването на ѣ от руската азбука. По-късно цар Николай I обмисля дали да не издаде подобен указ, но се отказва, тъй като съветниците му го убеждават, че ѣ служи, за да се различават грамотните от неграмотните. През 1904 година комисия под председателството на Алексей Шахматов предлага премахването на буквата ѣ. Проектът за реформа на правописа от 1911 година, изработен от Императорската академия на науките, е замразен със заповед на цар Николай II и така буквата ят си остава кошмарът на руския ученик. Вследствие на трудното научаване на дългия списък от думи, в които етимологически стои ят, в руския език се появяват изразите выучить на ять и знать на ять, означаващи „да научиш наизуст“, „да знаеш наизуст“.
През лятото на 1917 година с декрет Временното правителство прави правописна реформа, която изхвърля буквата ѣ от руската азбука, но за утвърждаването ѝ са необходими още два декрета на съветската власт от декември 1917 и отново от 15 октомври 1918 г. Както и в България, правописът влиза в сферата на политическите борби, като буквата ѣ става символ на бялата интелигенция. Реформата не е приета на териториите, контролирани от белогвардейците, а по-късно отново – подобно на българския случай – емигрантските издания продължават да се печатат по стария правопис дори и след Втората световна война. „Убийство на символа, убийство на същността! Вместо езика на Пушкин, ще се чува дивият говор на футуристите“ – пише списание „Аполон“.
През 50-те години на ХХ век Иван Илин прави яростна политико-философска и лингвистична защита на стария правопис и ѣ в печата, посочвайки, че изхвърлянето на ѣ от руската азбука води до появата на многобройни омоними от различни корени в руския език.
В Съветска Русия от печатниците масово са изземвани буквата ѣ и другите изхвърлени от правописа букви, но Руската академия на науките публикува литература със стария правопис чак до 1929 година.
След краха на Съветския съюз през 1991 година в руската култура също се наблюдава естетическо връщане към стария правопис – ятове и ерове се появяват по фирмите на компании, в имена на вестници и т.н. В Русия също се появяват призиви за връщане на дореволюционния правопис. Привържениците на това връщане наричат ѣ „най-руската буква“ и „белия лебед на руската азбука“. Често съвременната употреба на ят е неправилна – буквата е схващана като вариант на изписване на ъ в края на думата.

## Ятв украинския език
В повечето случаи думите, изписвани някога с ят, сега се пишат с і, което се произнася със звука [і] (съответстващ на произношението на буквата „и“ в българския език). Например град Вѣница става Вінниця.

## Ятв сръбския и хърватския език
В сърбохърватските диалекти ят има три рефлекса – и, ие/йе и е, които както и в български служат за един от основните диалектоопределящи белези. Разпределението на тези рефлекси в различните диалекти е доста пъстро, което е обусловено от сложността и разнородността на носителите на език в отделните територии: *ě > е (главно в Източна Сърбия и частично в Хърватско), je и uje (главно на югозапад – в Черна гора и Босна и Херцеговина), i (на много места, но главно в Хърватско).

## Ятв чешкия език
Ятовата гласна в чешкия език има най-богат и разнообразен развой от всички славянски езици. Рефлексите ѝ в съвременния език са четири – e, ě, é, í. Подобно на останалите западнославянски езици рефлексите на ятовата гласна са в зависимост от фонетичната среда. В чешкия от значение е квантитетът на гласните, който е зависим от фонетичната среда. Тази особеност сближава чешкия със словашкия език: *ě > е при кратък ят, а при квантитет *ě > ie: *světъ> svet (словашки) и svět (чешки), *měra > miera (словашки)  и míra (чешки), *věra> viera (словашки), vira (чешки).
Примери за рафлекси на ятовата гласна в съвременния чешки език: *lěsъ > les, * lěto > léto, *světъ > svět, * bělъ > bílý.

## Компютърна поддръжка
Стандартът Уникод предвижда следните кодове за буквата ят:
|        | Буква | Позиция | Десетичен код | Шестнадесетичен код | Двоичен код      |
| ------ | ----- | ------- | ------------- | ------------------- | ---------------- |
| Главна | Ѣ     | U+0462  | 1122          | 0462                | 0000010001100010 |
| Малка  | ѣ     | U+0463  | 1123          | 0463                | 0000010001100011 |

В HTML главната буква се представя чрез &#1122; или &#x462;, а малката &#1123; или &#x463;.
Тъй като ят не се използва често в ежедневието, много от компютърните шрифтове не поддържат тези символи и в някои програми те не се виждат правилно.
Друг начин да се използва буквата е да се копира отнякъде и да се вмести в текста. Поддържа се от шрифтовете Palatino Linotype и Microsoft Sans Serif.